# Simfonia en re menor (Bruckner)
La Simfonia en re menor (també coneguda com a Simfonia núm. 0, WAB 99) d'Anton Bruckner és una de les seves simfonies de joventut, composta el 1869. És en realitat la tercera simfonia del compositor, després de la Simfonia d'estudi i la Primera Simfonia. La seva numeració prové del fet que Bruckner la va apartar o «la va anul·lar» («annullierte»), el que li va donar l'àlies «die Nullte».
La Simfonia d'estudi va rebre després de la seva mort el nombre 00. Poc interpretada, com les altres obres de joventut, deixa entreveure les premisses de les grans simfonies que compondrà a partir de 1870, i indica un mestratge de l'estil romàntic.